# Tolmerus alamosae
Tolmerus alamosae là một loài ruồi trong họ Asilidae. Tolmerus alamosae được Martin miêu tả năm 1975. Loài này phân bố ở vùng Tân Bắc giới.